# Cuniów
Cuniów lub Czuniów (ukr. Заверещиця) – wieś na Ukrainie w rejonie lwowskim (wcześniej w rejonie gródeckim) obwodu lwowskiego.
Pod koniec XIX w. wieś w powiecie gródeckim.
W miejscowości jest przystanek kolejowy Cuniów.